# Aureli Zòtic
Aureli Zòtic (en llatí Aurelius Zoticus) anomenat el Cuiner per la professió del seu pare, va ser l'amant de l'emperador Elagàbal.
Era nadiu d'Esmirna, i molt atractiu físicament. Elagàbal se'n va enamorar i el va cridar a Roma. Va entrar a la ciutat amb una escorta i una magnífica processó i va ser rebut a palau pel mateix Elagàbal amb senyals del més exagerat respecte. Va ser nomenat camarlenc immediatament. No va tardar a caure en desgràcia per la influència del seu rival Hièrocles, i fou desterrat.